# Salta (Schiff)
Die  Salta, auch HMHS Salta (His Majesty’s Hospital Ship) war ein Hospitalschiff, das von der britischen Reederei Union-Castle Line betrieben wurde. Ursprünglich 1911 als Passagierschiff einer französischen Reederei in Dienst gestellt, diente die Salta ab 1915 auf Betreiben der britischen Admiralität als Hospitalschiff unter britischer Flagge, bis sie am 10. April 1917 vor Le Havre auf eine von einem deutschen U-Boot gelegte Seemine lief und sank. Dabei kamen 130 Besatzungsmitglieder, Krankenpfleger und Krankenschwestern ums Leben.

## Geschichte

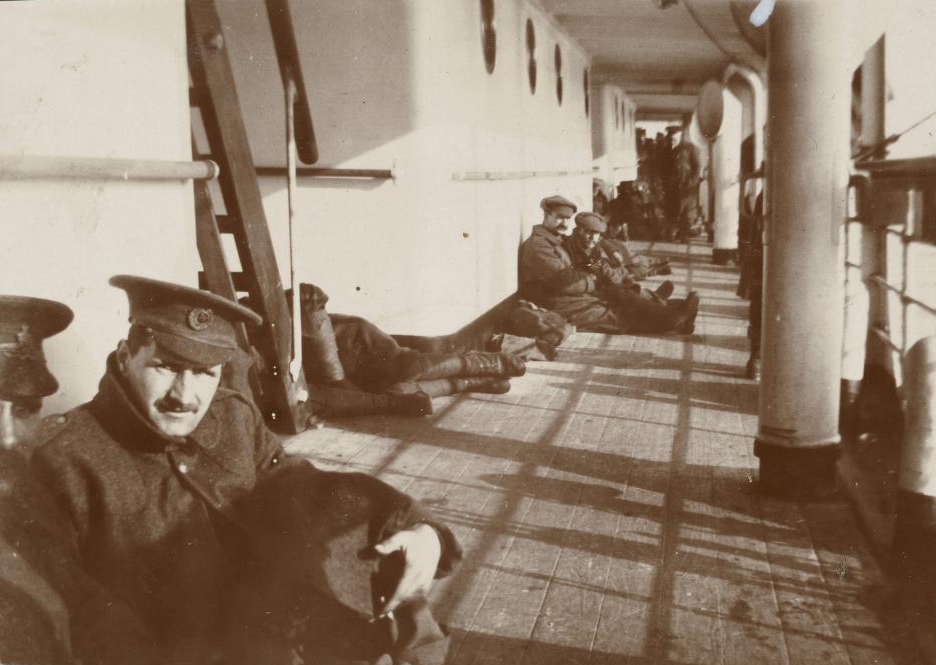
An Deck der Salta.

Das 7.284 BRT große Dampfschiff Salta wurde auf der Werft Société Nouvelle des Forges et Chantiers de la Méditerranée (FCM) in La Seyne-sur-Mer an der Côte d’Azur gebaut und lief am 13. März 1911 vom Stapel. Der Passagier- und Frachtdampfer war 137,8 Meter lang, 16,3 Meter breit und hatte einen maximalen Tiefgang von 9,6 Metern. Das Schiff hatte zwei Schornsteine, zwei Masten und zwei Propeller. Die beiden Dreifachexpansions-Dampfmaschinen leisteten 7.000 PS und ermöglichten eine maximale Geschwindigkeit von 14 Knoten (25,9 km/h).
Die Salta wurde für die 1865 gegründete französische Reederei Société Générale de Transport Maritimes (SGTM) mit Sitz in Marseille gebaut. Im Juli 1911 wurde das Schiff fertiggestellt und seinen Eignern übergeben. Im Februar 1915 charterte die britische Admiralität den Dampfer und unterstellte ihn der Leitung der Union-Castle Line. Das Schiff diente fortan als Hospitalschiff mit 461 Patientenbetten und erhielt den dafür üblichen weißen Anstrich mit grünen Streifen und dem roten Kreuz.

## Untergang
Am Montag, dem 9. April 1917 lief die Salta unter dem Kommando von Kapitän Benjamin Thomas Eastaway (62) in Southampton zu einer Überfahrt nach Le Havre aus. Sie fuhr in einem Geleitzug, der von mehreren Zerstörern eskortiert wurde. Am frühen Morgen des 10. April entdeckte ein französisches Patrouillenboot Seeminen vor dem Eingang zum Hafen von Le Havre, woraufhin alle einlaufenden Schiffe gewarnt wurden. Die Minen waren am Vortag von dem deutschen U-Boot UC 26 (Kapitänleutnant Matthias Graf von Schmettow) gelegt worden.
Um 11.20 Uhr am 10. April erreichte die Salta den Hafeneingang von Le Havre und stoppte die Maschinen. Ein Patrouillenboot orderte dem Konvoi, ihm zum Zerstörer Diamond zu folgen, dessen Mannschaft die Salta überprüfte und ihre Identität feststellte. Danach wurde dem Schiff das Einlaufen in den Hafen gestattet und die Salta dampfte in den Kanal Richtung Le Havre. Als Kapitän Eastaway einen nördlichen Kurs einschlug, erhielt er von der Diamond den Funkspruch, dass sich sein Schiff nun dem Punkt näherte, an dem die Minen gesichtet worden waren. Ein überlebender Offizier berichtete später, dass Eastaway aufgrund des schlechten Wetters nicht ohne einen Lotsen in den Hafen einfahren und daher erst die anderen Schiffe durchlassen wollte.
Als die Gefahr erkannt wurde, wurde erneut der Kurs geändert, doch um 11.43 Uhr lief das Schiff eine halbe Meile nördlich der Whistle-Boje am Eingang zum Damm auf eine Mine. Eine gewaltige Explosion riss in Hecknähe ein Loch in den Maschinenraum und den Laderaum Nr. 3. Große Mengen Seewasser ergossen sich in den Rumpf des Schiffs, das in weniger als zehn Minuten mit starker Schlagseite nach Steuerbord unterging. Obwohl umgehend Hilfe vor Ort war, wurde die Rettungsaktion von der schweren See und den starken Winden behindert. Von den 205 Menschen an Bord kamen 79 Besatzungsmitglieder, 42 Angehörige des Royal Army Medical Corps (RAMC) und neun von zwölf Krankenschwestern des Queen Alexandra’s Imperial Military Nursing Service (QAIMNS), darunter auch die Oberschwester Evelina Maud Dawson (49), ums Leben. Auch Kapitän Eastaway und sein 16-jähriger Sohn, der ebenfalls Benjamin hieß, waren unter den Todesopfern. Das britische Patrouillenboot P-26 kam längsseits der Salta um zu helfen, lief jedoch ebenfalls auf eine Mine und sank.
Von den 130 Todesopfern konnten nach dem Untergang nur sehr wenige geborgen werden. 24 von ihnen wurden auf dem Ste. Marie Cemetery in Le Havre beigesetzt. Dort erinnert auch ein Denkmal an die Vermissten. Das Wrack der Salta wird auf der Position 49° 32′ 8″ N, 0° 2′ 18″ W in 138 Metern Tiefe vermutet.